# Amalia Nieto
Amalia Nieto (Montevideo, 3 de agosto de 1907 - Montevideo, 7 de febrero de 2003) fue una pintora, grabadora y escultora uruguaya de larga trayectoria, integrante de la Asociación de Arte Constructivo liderada por Joaquín Torres García y creadora de un estilo propio que la destaca en el arte uruguayo del siglo XX.

## Biografía
Hija del Dr. Manuel Benito Nieto, médico uruguayo pionero en cirugía cardíaca, y de Ángela Perichón, fue la segunda de tres hermanos.
En 1925 ingresó al Círculo de Bellas Artes y estudió pintura con Domingo Bazzurro. En 1929 viajó a París, donde permaneció durante tres años realizando estudios en la Grande Chaumière con Othon Friesz y en la Academia de André Lhote. También asistió a un curso de Historia del Arte en La Sorbona. En 1932 visitó a Pedro Figari en su taller parisino y le enseñó algunas de sus pinturas. A su regreso a Uruguay realizó su primera exposición individual.
En 1934 Joaquín Torres García regresó a Montevido, Amalia se integró a la Asociación de Arte Constructivo, donde fue compañera de Carmelo de Arzadun y José Cuneo, entre otros. Integró activamente la asociación hasta su cierre en 1943.
Frecuentaba las sesiones musicales en la quinta del filósofo Carlos Vaz Ferreira y las concurridas tertulias en la casa de Alfredo y Esther de Cáceres donde conoció al músico y escritor Felisberto Hernández con quien se casó en 1937. Al año siguiente nació su hija Ana María. La relación epistolar con Felisberto durante sus giras de conciertos, integra más de 100 cartas pobladas de dibujos y acuarelas de Amalia, así como bocetos para el cartel del recital Petrushka de Stravinsky. La relación con Felisberto no funcionó y se divorciaron en 1943. Luego de la separación, Amalia recortó los dibujos de las cartas y los enmarcó. Los mismos merecieron una exposición antológica en 2008 en Buenos Aires y en Montevideo.
En 1943 recibió una beca y viajó a Chile para realizar un curso de verano en la Universidad a cargo de Jorge Romero Brest, con quien comenzó una perdurable amistad.
En 1951 fue comisionada por la Intendencia de Montevideo para estudiar museografía en Europa.
En 1955 regresó a París, acompañada por su hija y Laura Escalante. Estudió grabado con Johnny Friedlaender y asistió a cursos de mosaico con Gino Severini.
En 1973 inició la labor docente en el Círculo de Bellas Artes de Montevideo.
Expuso regularmente en Amigos del Arte y en el Ateneo de Montevideo, participó en Salones Nacionales e integró los envíos uruguayos a la Bienal de San Pablo en dos oportunidades. También ilustró libros de poesías de Juana de Ibarbourou, Paul Valéry y Ernesto Pinto. Escribió la obra de teatro para niños Acrobino y diseño el vestuario y la escenografía para su estreno en el teatro El Tinglado en 1972 con dirección de su pareja Laura Escalante, con quien realizó numerosas colaboraciones artísticas y compartió su vida hasta el fallecimiento de Escalante en 2002, enfrentando también los prejuicios de la época.
En 1995 realiza una retrospectiva que abarca los trabajos realizados entre 1925 y 1975, siendo la primera artista mujer en exponer individualmente en el Museo Nacional de Artes Visuales de Montevideo.
En 1995 fue distinguida con su participación en la primera edición del Premio Figari del Banco Central del Uruguay y en 1999 recibió el Premio Candelabro de Oro otorgado por la B'nai B'rith Uruguay, ambos en reconocimiento a su trayectoria.

“Nieto jamás fue naturalista. Tampoco, a mi juicio, podría ser netamente constructiva. Pero si no fue del todo naturalista se debió en gran parte a que sentía el orden, la abstracción. Se complanó en un sintetismo; lejanamente tentó lo geométrico y si no se entró de lleno en esto es porque la seducción de lo real y lo poético de su visión interna tenía que vedárselo. Su espíritu tomó entonces de todas estas esencias para formar un arte propio“.
Joaquín Torres García (1941)

## Obra
Realizó numerosos dibujos, acuarelas, pinturas con óleo y acrílico, esculturas, grabados, escenografías teatrales e ilustraciones para libros. Sus bodegones, paisajes informalistas y calles parisinas, composiciones constructivas y abstracciones, dan cuenta de la coherencia en el lenguaje plástico de la artista en todos los medios y temas tratados. La síntesis geométrica presente en sus pinturas, destaca su personal impronta en el arte uruguayo del siglo XX, un constructivismo libre que introduce una dimensión conceptual y sensible, cercana a la pintura metafísica de Giorgio Morandi. En el catálogo de la exposición Amalia Nieto. Retrospectiva 1925-1995, realizada en el Museo Nacional de Artes Visuales en 1995, Ángel Kalenberg destacó que ella junto a Petrona Viera, consumaron “el aporte más sustancial a la historia de las artes plásticas uruguayas".
Mención especial requieren sus Naturalezas muertas mentales, una serie de obras que se consideran la cumbre de la obra de Amalia Nieto y de las que en un artículo publicado en el periódico uruguayo La República el 10 de febrero de 2003, titulado "Amalia Nieto, un refinado equilibrio", con firma de Nelson Di Maggio se dice: “(…) alcanzó la cima de su parábola creadora, utilizando un lenguaje coloquial y recoleto, de música de cámara, necesario para percibir con cuidado los sutiles matices de su propuesta estética. Le bastaron unos pocos utensilios domésticos, cercanos y cotidianos: cucharas, cucharones, cafeteras, mates, tazas y calderas. También limitó su paleta cromática, empleando apenas sutiles variaciones de grises, ocres y rosas, con la irrupción ocasional de algún negro o una intensidad jubilosa de color cálido en sus últimas obras, opuestas al monacal predominio de los blancos iniciales.”
Su obra alcanzó reconocimiento internacional, fue invitada a exponer en Buenos Aires, París, Alemania y Estados Unidos.
En 2001 tuvo lugar en el Museo de Arte Contemporáneo de El País en Montevideo una muestra retrospectiva de su obra. La artista tenía 94 años y continuaba pintando.
Su obra integra frecuentemente exposiciones del acervo del Museo Nacional de Artes Visuales. En 2018 su obra participó en la exposición colectiva Cuatro artistas rebeldes junto con María Freire, Amalia Polleri e Hilda López en Galería Sur, Punta del Este, y en 2019 integró el envío del MNAV junto con Petrona Viera en Yo soy mi propia musa. Pintoras latinoamericanas de entreguerras (1919-1939) en el Museo Nacional de Bellas Artes de Chile junto con obras de Frida Kahlo, Tarsila do Amaral y Leonora Carrington, entre otras.
En 2020 el Museo Nacional de Artes Visuales realizó una exposición retrospectiva de su obra, incluyendo pinturas, dibujos, grabados, esculturas, objetos y documentación inédita.
Obras suyas integran los acervos de Museo Nacional de Artes Visuales, Museo de Bellas Artes Juan Manuel Blanes, Pinacoteca del Palacio Legislativo, Banco Central del Uruguay, entre otros. 

## Exposiciones
- Exposiciones individuales en Amigos del Arte, Montevideo (1936, 1947, 1953, 1954, 1957, 1958 y 1959)
- Salón de Arte Moderno de San Pablo, Brasil (1960)
- Centro Cultural Opic, México (1963)
- Exposiciones en Centro de Artes y Letras de Punta del Este (1963, 1964, 1975)
- Instituto General Electric (1964)
- Galería Losada (1974)
- Galería Bruzzone (1978)
- Retrospectiva, Cátedra Alicia Goyena (1988)
- "Pinturas 1960-1988", Foyer del Auditorio Vaz Ferreira, Biblioteca Nacional (1988)
- "Naturalezas muertas mentales", Embajada de Uruguay en Argentina, Buenos Aires (1989)
- "Obras seleccionadas 1940-1990", Galería Montevideo (1991)
- "Amalia Nieto, Retrospectiva 1925-1995", Museo Nacional de Artes Visuales (1995)
- "Amalia Nieto, Pinturas", Galería de Arte Alianza, Montevideo (1997)
- Retrospectiva en Museo de Arte Contemporáneo de El País (2001)
- "Amalia Nieto, Cartas a Felisberto", Galería Jorge Mara (Buenos Aires) y Centro Cultura del España en Montevideo (2009)
- "Yo soy mi propia musa. Pintoras latinoamericanas de entreguerras (1919-1939)" junto con Petrona Viera y otras artistas latinoamericanas, Museo Nacional de Bellas Artes, Santiago de Chile (2019)
- Amalia Nieto, Retrospectiva, Museo Nacional de Artes Visuales (2020)

## Premios
Entre los premios que recibió se destacan:
- Mención de Honor en la III Bienal de San Pablo (1957).
- Gran Premio de Pintura en el XXXI Salón Nacional (1967).
- Premio Adquisición XXXII Salón Nacional (1968).
- Gran Premio Escultura en el XXXIII Salón Nacional (1969).
- Premio Figari del Banco Central del Uruguay en reconocimiento a su trayectoria (1995).